# Leichlingen
Leichlingen is een stad en gemeente in de Duitse deelstaat Noordrijn-Westfalen, gelegen in de Rheinisch-Bergischer Kreis. De gemeente telt 27.885 inwoners (31 december 2020) op een oppervlakte van 37,29 km².

## Delen van de stad (onvolledig)
- Witzhelden

## Geboren
- Carl Clauberg (1898-1957), Duits oorlogsmisdadiger

## Afbeeldingen

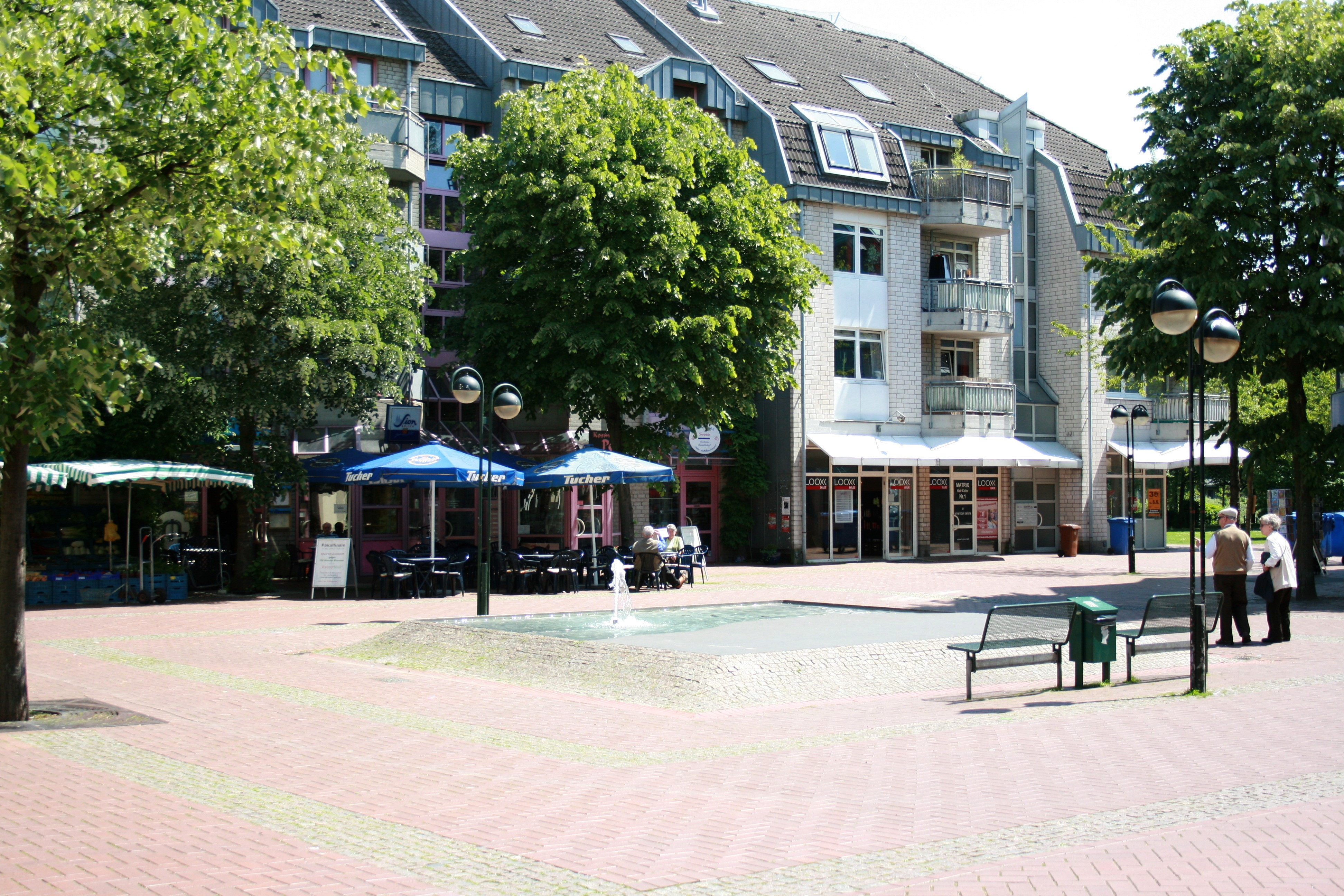
Marktplatz
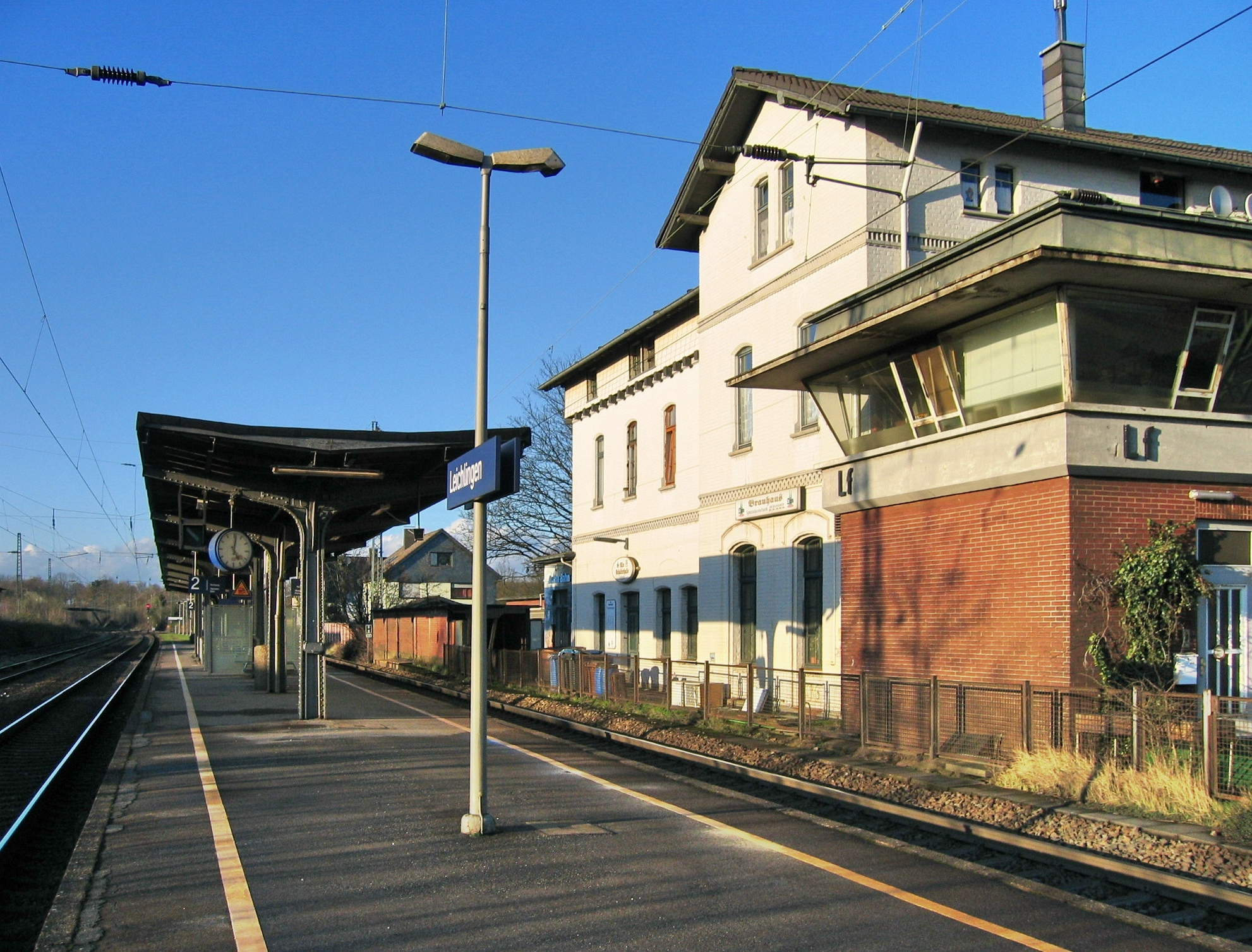
Station
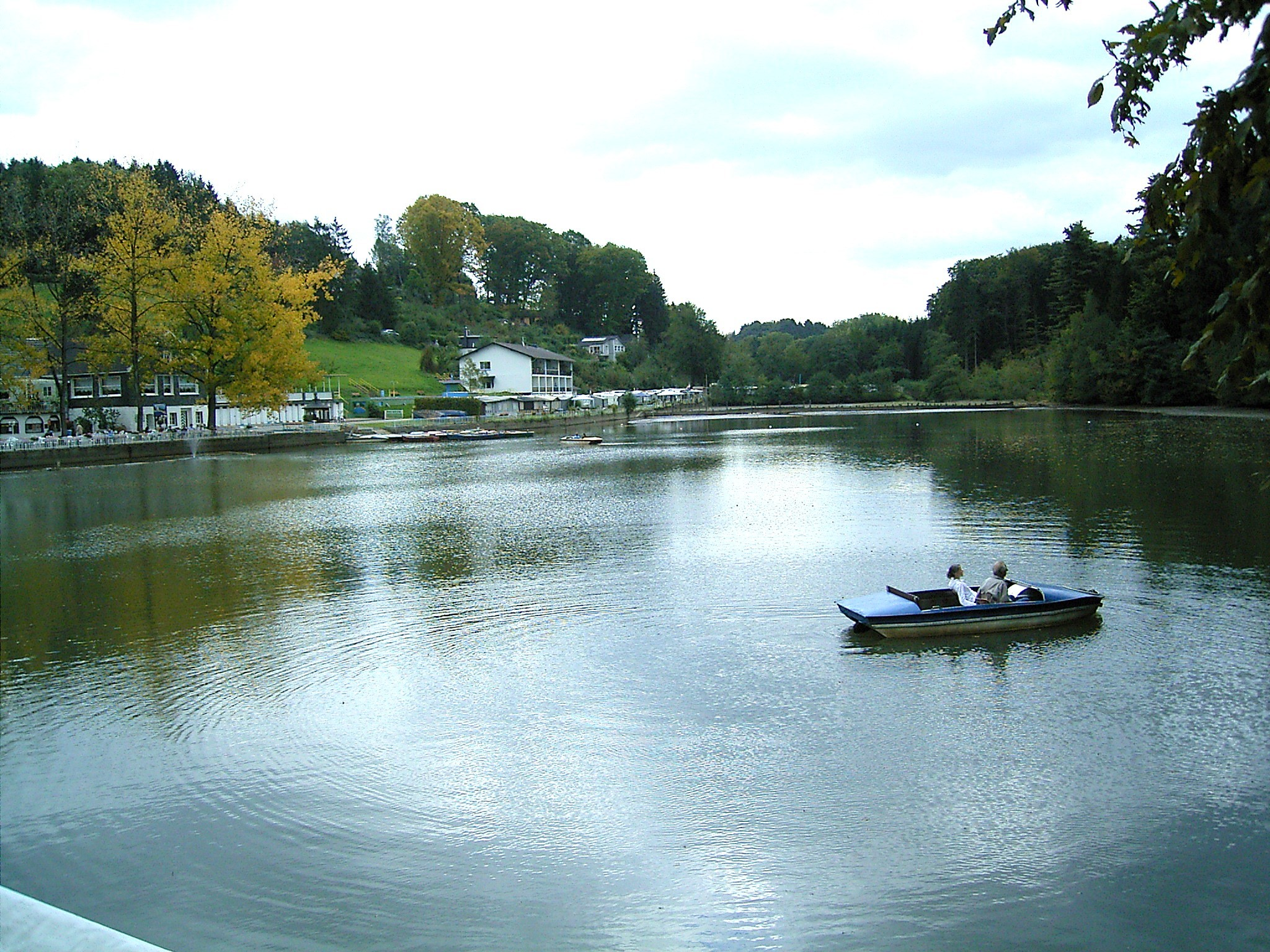
Diepentaler Talsperre, 2007

Bergisch Gladbach · Burscheid · Kürten · Leichlingen · Odenthal · Overath · Rösrath · Wermelskirchen